# Ferrovia Palézieux-Lyss
La ferrovia Palézieux-Lyss (nota anche come ligne de la Broye longitudinale) è una linea ferroviaria a scartamento normale della Svizzera.

## Storia
La linea nacque come richiesta delle popolazioni della valle del fiume Broye, rimaste in disparte in seguito alla costruzione delle ferrovie Losanna-Berna e Losanna-Neuchâtel. Si ebbero due proposte: una linea ("longitudinale") che seguiva il corso della Broye da Palézieux a Lyss, sostenuta dal canton Vaud e dalle popolazioni interessate, e una linea ("trasversale") tra Friburgo e Yverdon, sostenuta dal canton Friburgo. Risolta la disputa con la concessione delle due linee a due società diverse nel 1871, nel 1873 la concessione passò alla Chemins de fer de la Suisse Occidentale (SO) per la tratta tra Palézieux e Fräschels, al confine tra i cantoni Friburgo e Berna, mentre nella tratta bernese fu affidata alla Chemins de fer du Jura bernois (JB).
La tratta Morat-Fräschels aprì il 12 luglio 1876, mentre il successivo 25 agosto (contemporaneamente alla linea Friburgo-Payerne) aprì la tratta Palézieux-Morat. La sezione bernese, tra Lyss e Fräschels, era stata aperta il 12 giugno 1876.
La linea seguì le vicissitudini delle due società concessionarie, confluite nella Compagnia del Giura-Sempione (JS) nel 1890 la quale fu nazionalizzata nel 1903: da allora fa parte della rete delle Ferrovie Federali Svizzere (FFS).
Il 21 dicembre 1944 fu elettrificata la tratta Payerne-Lyss; il resto della linea venne elettrificato il 19 luglio 1946. La tratta Morat-Muntelier, comune alla ferrovia Friburgo-Morat-Ins, era stata elettrificata in corrente continua a terza rotaia nel 1903.

## Caratteristiche
La ferrovia, a scartamento normale, è lunga 80,13 km, è elettrificata a corrente alternata monofase con la tensione di 15.000 V alla frequenza di 16,7 Hz; la pendenza massima è del 18 per mille. È interamente a binario unico.

### Percorso
| Continuation backward |

| Station on track |

| Unknown route-map component "CONTgq" | Unknown route-map component "ABZgr" |  |

| Stop on track |

| Station on track |

| Station on track |

| Enter and exit short tunnel |

| Unknown route-map component "eHST" |

| Station on track |

| Station on track |

| Stop on track |

| Station on track |

| Stop on track |

|  | Unknown route-map component "ABZg+l" | Unknown route-map component "CONTfq" |

| Station on track |

| Unknown route-map component "CONTgq" | Unknown route-map component "ABZgr" |  |

| Station on track |

| Stop on track |

| Station on track |

| Station on track |

| Station on track |

| Unknown route-map component "CONTgq" | Unknown route-map component "ABZg+r" |  |

| Station on track |

| Stop on track |

| Non-passenger station/depot on track |

|  | Unknown route-map component "ABZgl" | Unknown route-map component "CONTfq" |

| Station on track |

| Unknown route-map component "CONTgq" | Unknown route-map component "KRZl+r" | Unknown route-map component "STR+r" |

|  | Unknown route-map component "BHF-L" | Unknown route-map component "BHF-R" |

|  |  | Straight track | One way leftward | Unknown route-map component "CONTfq" |

| Stop on track |

| Stop on track |

| Stop on track |

| Stop on track |

| Unknown route-map component "hKRZWae" |

| Station on track |

| Stop on track |

|  | Unknown route-map component "ABZg+l" | Unknown route-map component "CONTfq" |

| Station on track |

| Continuation forward |

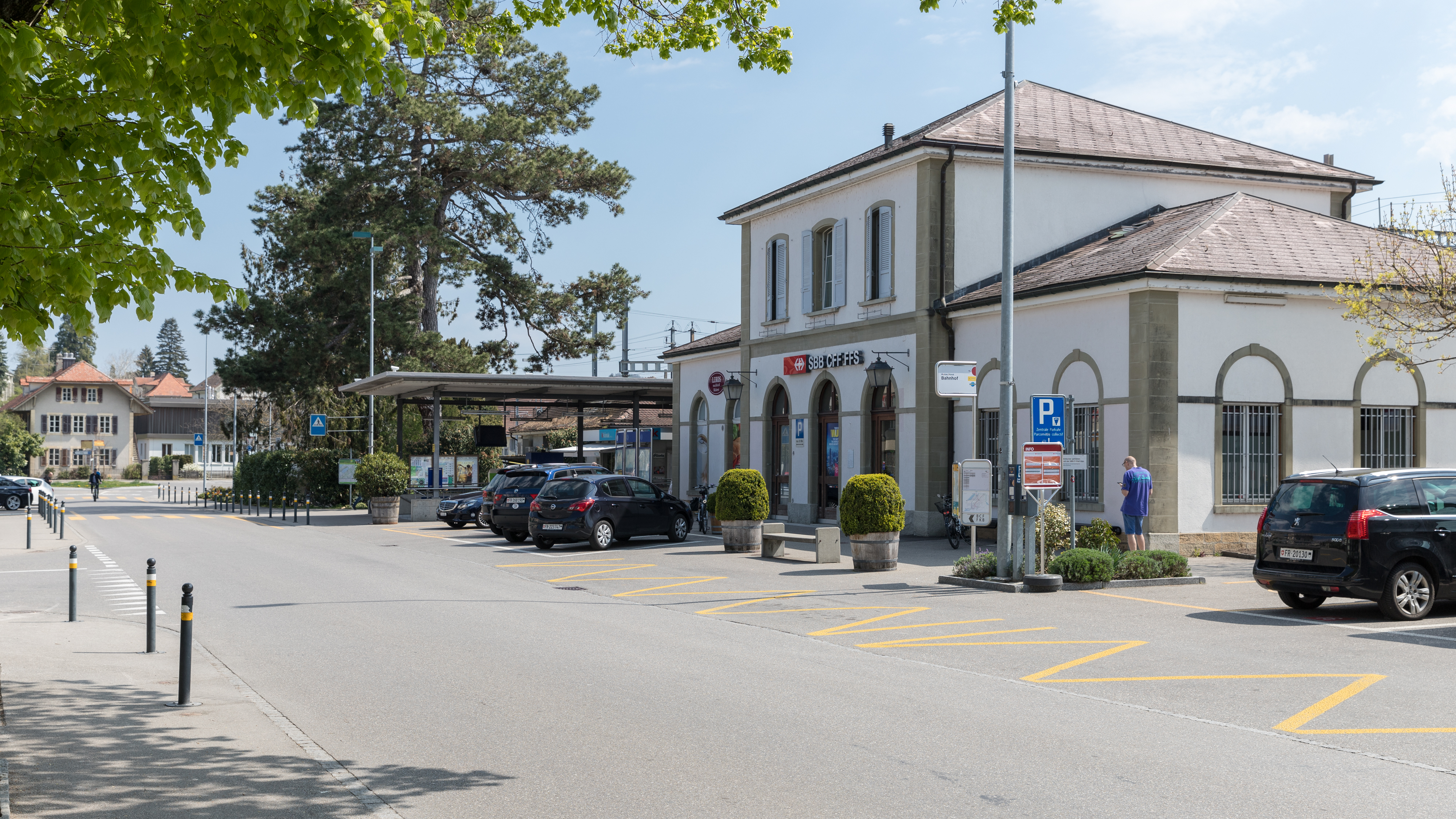
La stazione di Morat

La linea parte dalla stazione di Palézieux, sulla ferrovia Losanna-Berna. Di lì la ferrovia si dirige verso nord seguendo il corso del fiume Broye incrociando a Payerne la linea della Broye trasversale. A Faoug la ferrovia costeggia il lago di Morat; tra Morat e Muntelier condivide i binari con la linea TPF Friburgo-Ins. A Kerzers la ferrovia incrocia a livello la linea BLS Berna-Neuchâtel; superato il canale dell'Hagneck prima di Aarberg, la ferrovia termina alla stazione di Lyss, situata sulla linea Berna-Bienne e capolinea della tratta per Büren an der Aare.

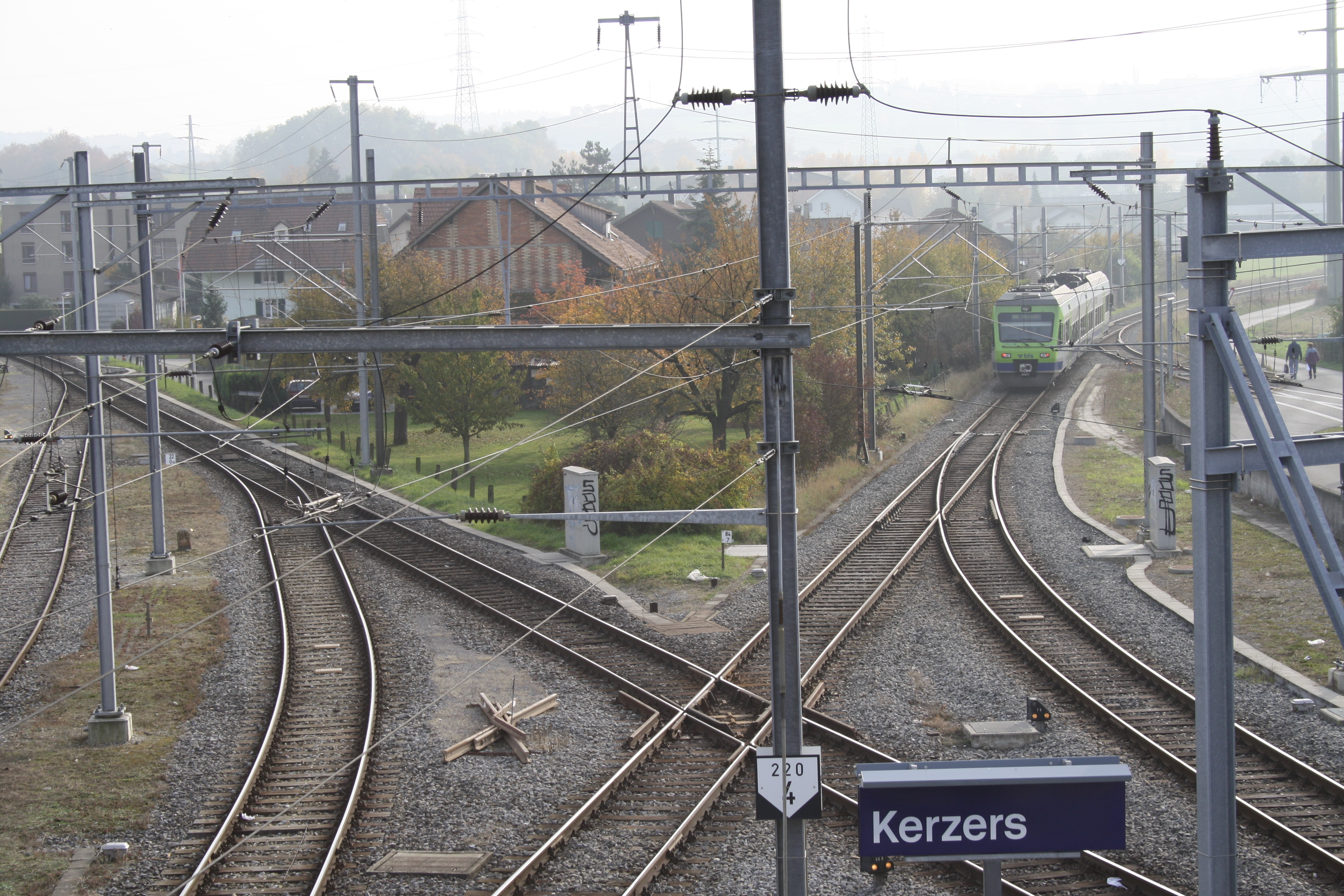
L'incrocio delle linee Palézieux-Lyss e Berna-Neuchâtel a Kerzers; a sinistra la ferrovia per Berna, a destra quella per Palézieux